# Rudolf Hilscher
Eberhard Rudolf Hilscher (* 9. Oktober 1921 in Leer; † 31. März 2017 in Neuhausen/Erzgeb.) war ein deutscher Bildhauer, der überwiegend in Sachsen-Anhalt tätig war.

## Leben und Werk

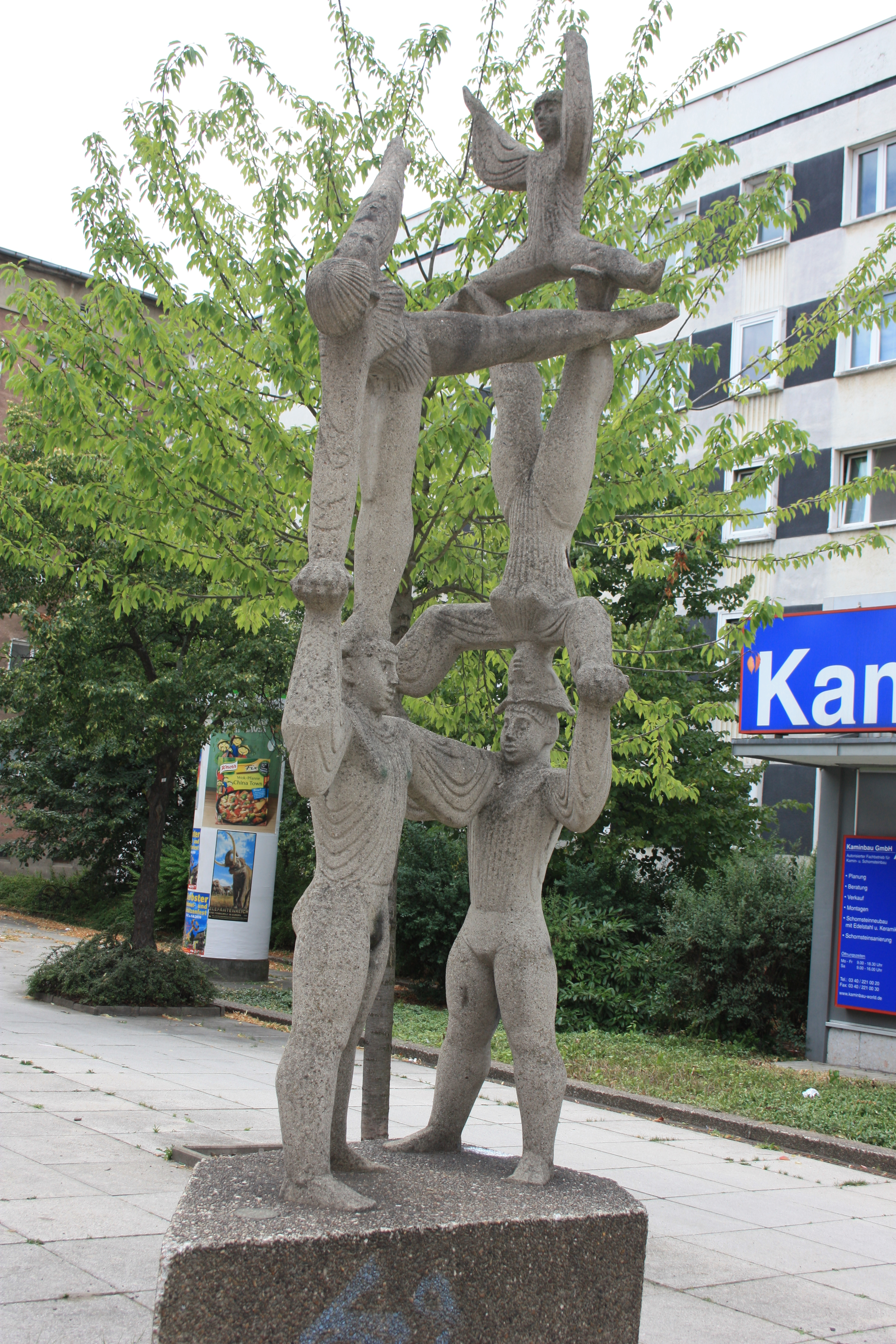
Akrobatengruppe von Rudolf Hilscher und Martin Hadelich, Dessau (1972 aufgestellt)

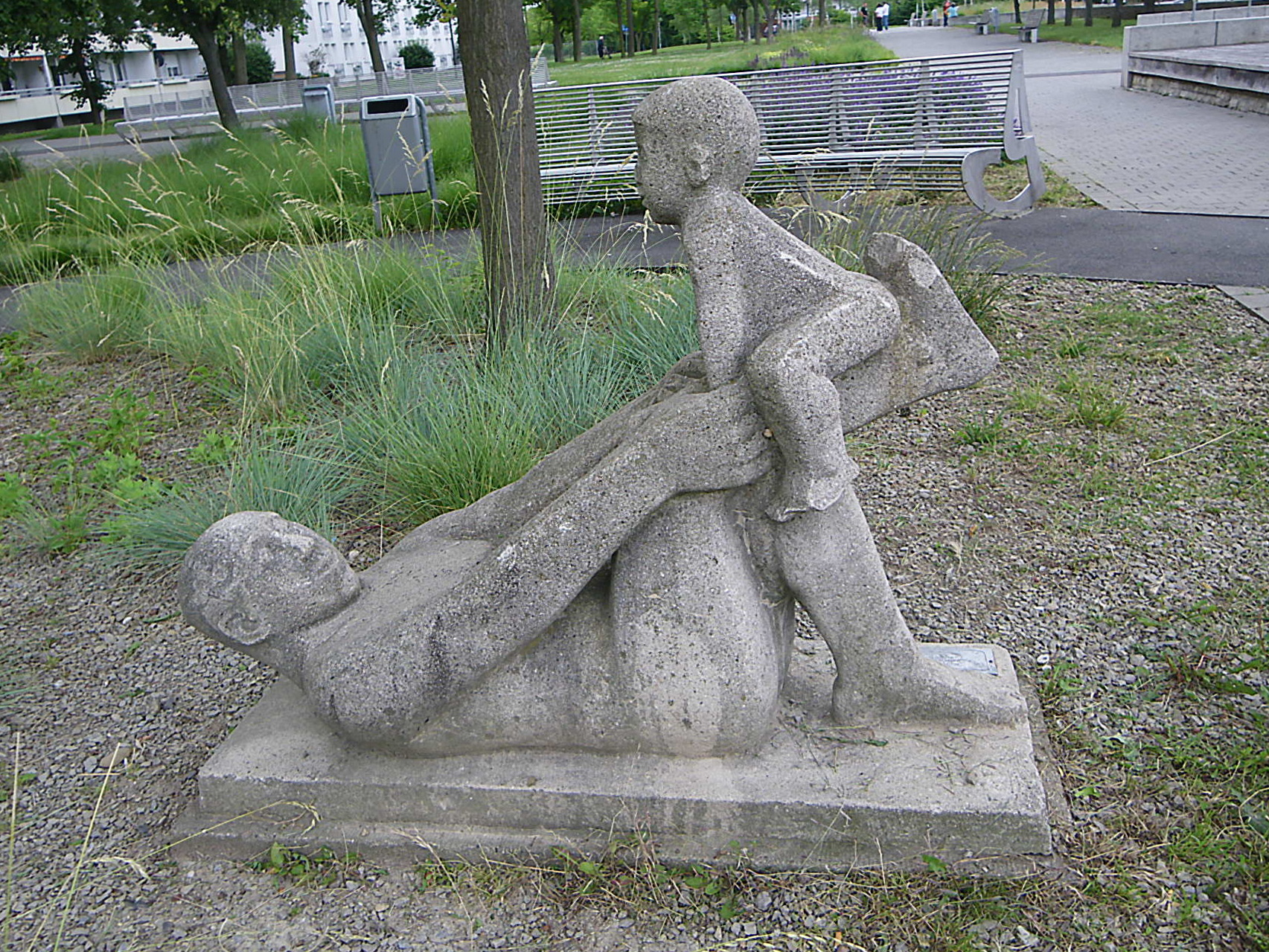
Vater und Sohn, Halle-Neustadt

Rudolf Hilscher wurde am 9. Oktober 1921 im ostfriesischen Leer geboren. Er absolvierte von 1937 bis 1940 in Zeitz eine Lehre als Steinmetz. Von 1940 bis 1945 nahm er als Soldat der Wehrmacht am Zweiten Weltkrieg teil. Nach seiner Rückkehr aus der Kriegsgefangenschaft arbeitete er in seinem Beruf als Steinmetz in Zeitz. In dieser Zeit begann er, sich auch künstlerisch zu betätigen und beteiligte sich am ersten Zirkel für bildnerisches Volksschaffen. Als Laie schuf er neben ersten Plastiken auch ein Monument gegen den Krieg, das seinen Standort vor dem Eingang zum Chemiewerk Lützkendorf fand (Stand 1972).
Vorkenntnisse und Talent qualifizierten Hilscher für eine staatliche Förderung. So studierte er von 1948 bis 1951 an der Halleschen Kunstschule, der heutigen Burg Giebichenstein Kunsthochschule Halle bei Gustav Weidanz. Nach dem Studium war er in Berlin als Mitarbeiter des Architekten Richard Paulick am Wiederaufbau der Staatsoper Unter den Linden Berlin beteiligt. Ab 1952 arbeitete er freischaffend in Köthen; dort befand sich sein Atelier mit breiten Fensterfronten an der Fußgängerpromenade im Zentrum der Stadt gegenüber einem kleinen Park.
Hilscher schuf zahlreiche Skulpturen und Plastiken. Themen waren Tiere, Akrobaten, Kinder, sozialistischer Arbeitsalltag (z. B. Studentin im Landeinsatz), aber auch Kriegs-/Friedenssymbolik. So übernahm er beispielsweise 1975 die künstlerische Gestaltung der VVN-Gedenkstätte mit Ehrenhain in Dittersbach und schuf die Plastik Taubenflug mit den Tauben als Friedensymbolen. Aufgrund von Auftragsarbeiten entstanden auch ein Leninporträt in Bronze, eine Mozartbüste mit Händen für das Theater in Köthen, die Bronzegruppe Basketballspieler für das Sportzentrum Halle-Neustadt sowie Ausbauten in Keramik und Betonguss für Kirchen in Hasselfelde und Colbitz. 

Als Aufhebung von Rollenklischees verstand Hilscher seine Plastik Vater und Sohn. Er erklärte hierzu: 

„Ich glaube, das ist ein Vater-Sohn-Verhältnis, das nur heute möglich wurde. Mein Vater, ein sehr fortschrittlicher Arbeiter, gelernter Kesselschmied, hätte so nie mit mir gespielt. [...] Gleichberechtigung auch für Kinder, das klingt sehr pathetisch, ist aber ein Produkt unserer heutigen Welt.“

1972/73 wurde seine Bronzestatuette Braumeister in der VII. Kunstausstellung der DDR im Dresdner Albertinum gezeigt und anschließend als Leihgabe in Ungarn ausgestellt.
Mehrere seiner Werke fertigte Hilscher für den öffentlichen Raum; einige stehen in Halle-Neustadt, weitere in anderen sachsen-anhaltischen Städten sowie in Gera und Berlin. Zu seinen größeren Arbeiten zählen die Akrobatengruppe, eine zusammen mit Martin Hadelich geschaffene Steinguss-Menschenpyramide, die (1971 angefertigt) im Herbst 1972 in Dessau vor dem Museum Aufstellung fand und das anlässlich des 25. Jahrestages der DDR konzipierte Fahnenmonument, ebenfalls in Dessau. Das über 13 Meter hohe stählerne Monument wurde im „Mach-mit“-Wettbewerb von Werktätigen errichtet.
Von 1952 bis 1990 war Hilscher Mitglied des Verbandes Bildender Künstler der DDR. Er war außerdem Mitglied des Kulturbeirats der Stadt Köthen.
Rudolf Hilscher starb am 31. März 2017 im Alter von 95 Jahren in Neuhausen.

## Auszeichnungen
- 1976: Kunstpreis der Stadt Halle

## Werke (Auswahl)

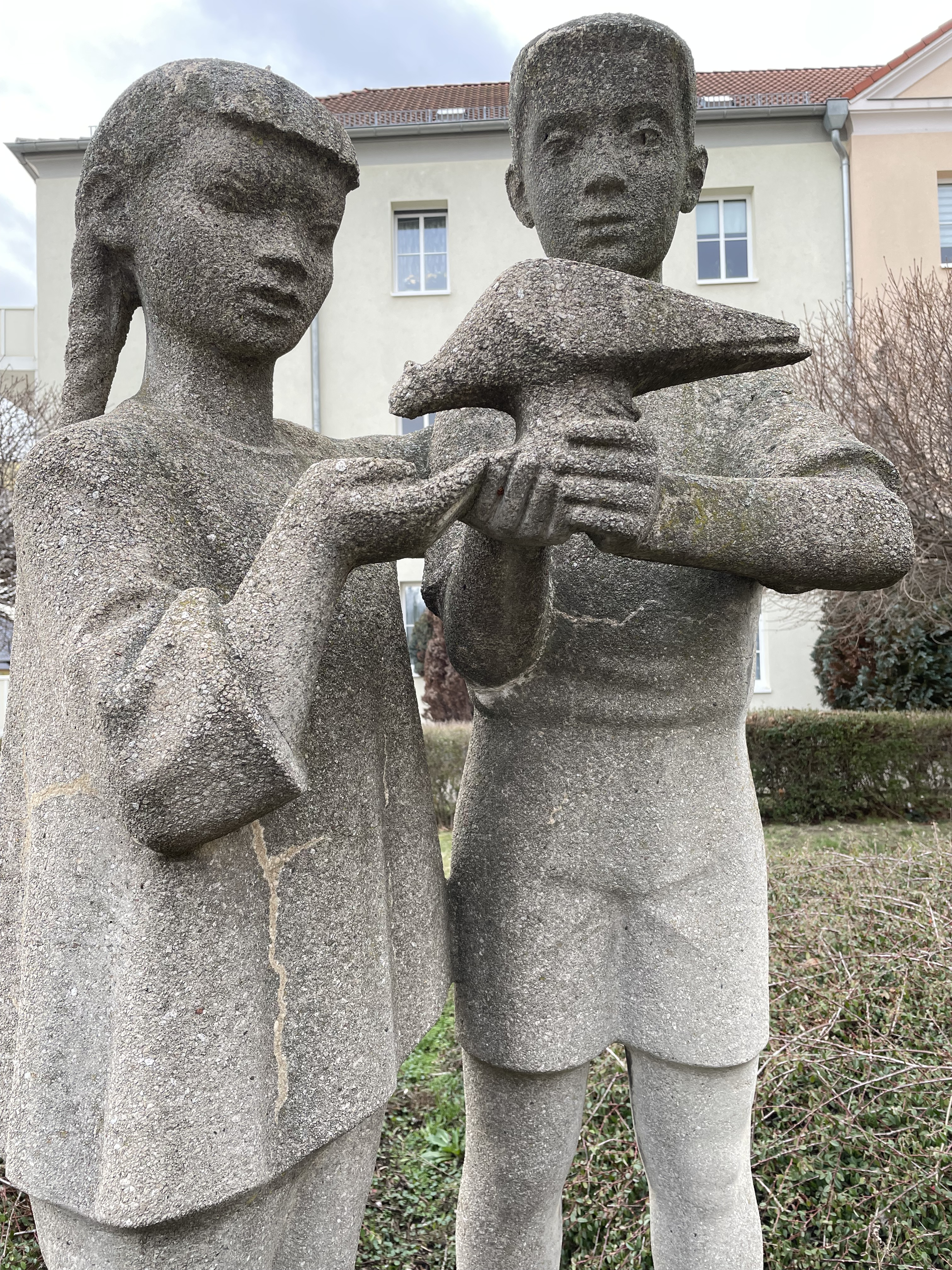
Völkerfreundschaft und Friedenswillen (1959)

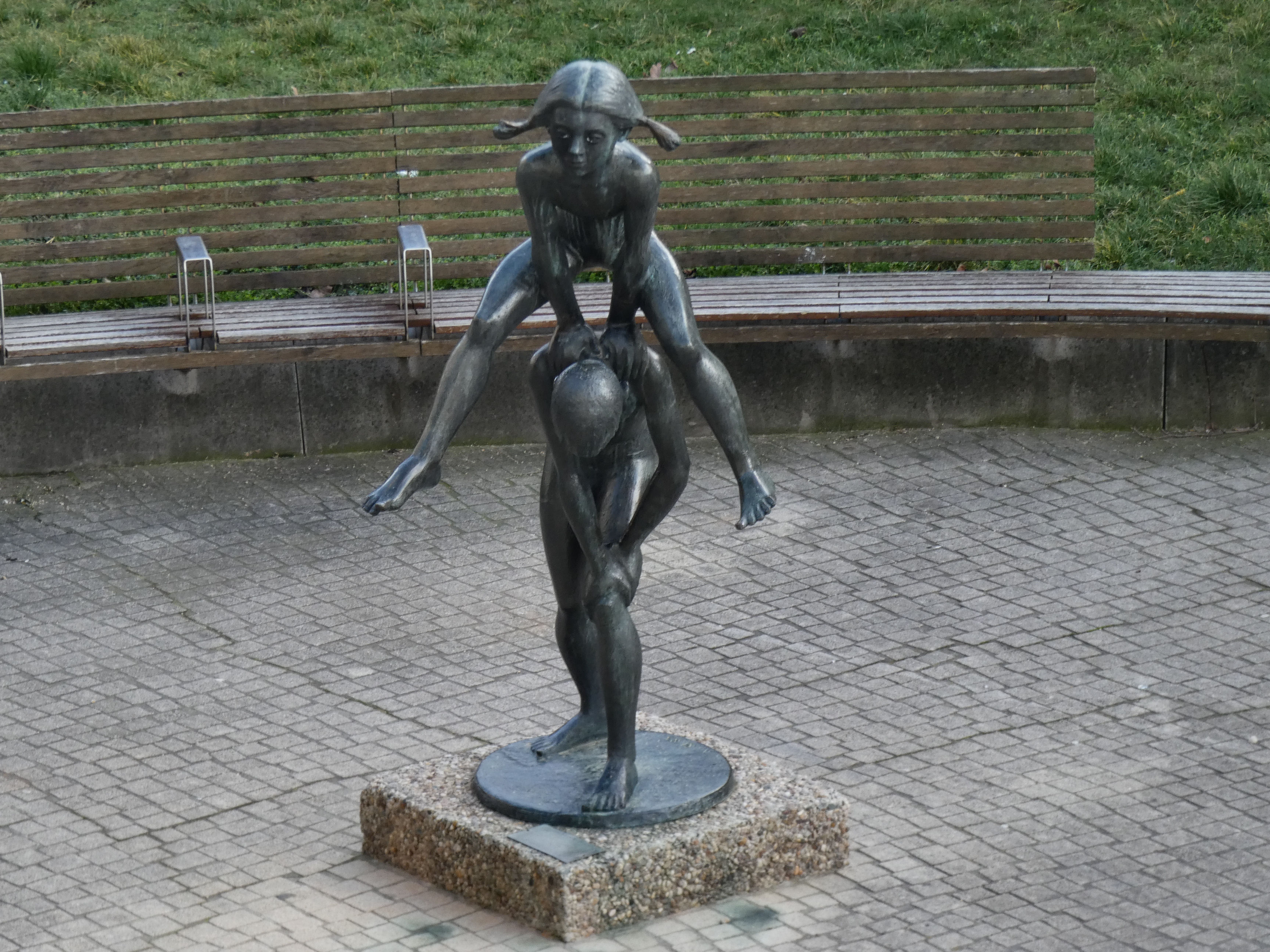
Turnende Kinder, Halle-Neustadt

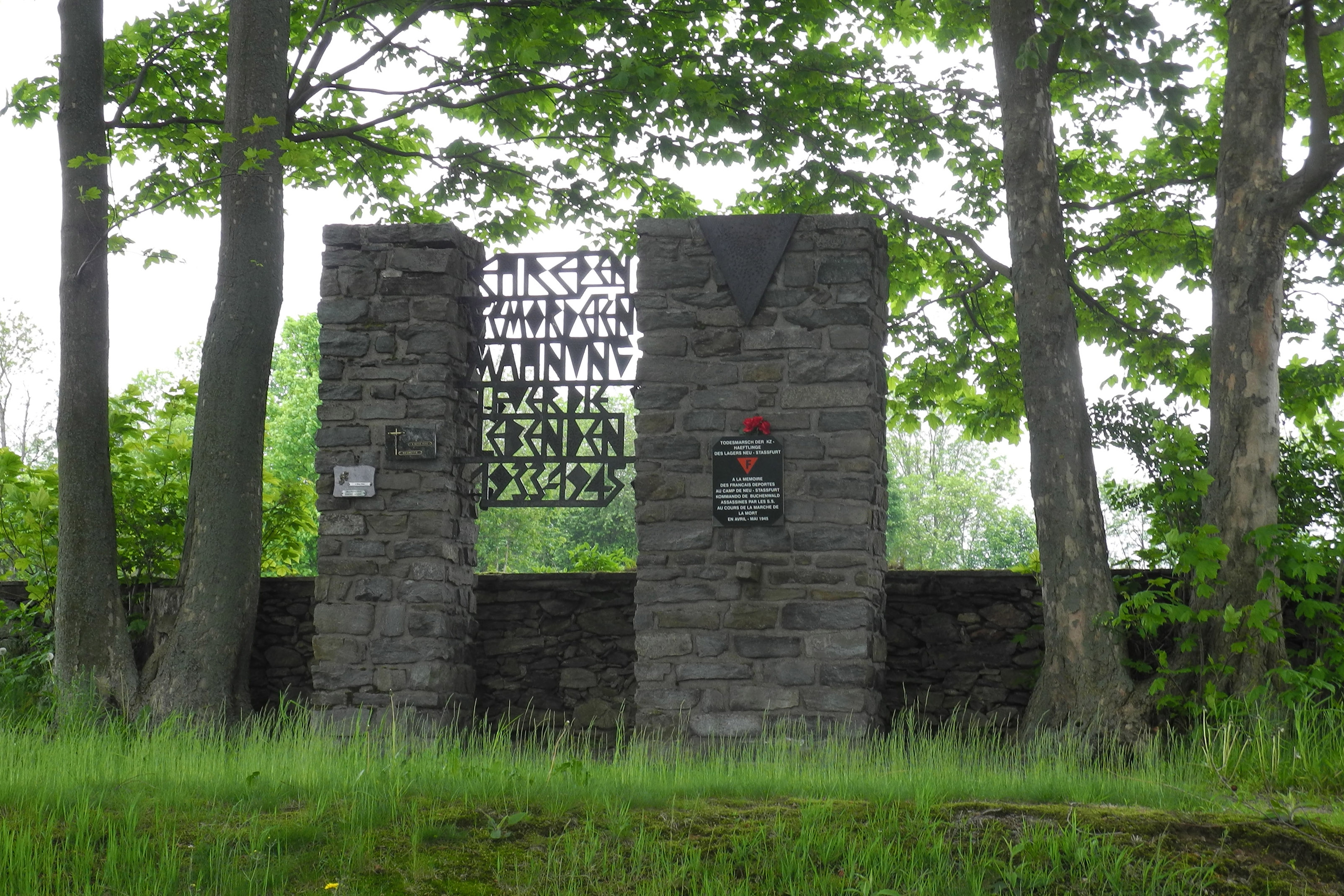
Von Hilscher gestaltetes Mahnmal an der Gedenkstätte in Dittersbach

### Werke im öffentlichen Raum
- Aufbauhelfer, Reliefstele, 1975, Halle-Neustadt[10]
- Drei Ballspieler (auch Basketballspieler), Bronze, 1970, Halle-Neustadt (die gleiche Plastik ist in Gera und Berlin aufgestellt)[11]
- Sportliche Übung, Bronze, Entwurf 1962, in Halle-Neustadt aufgestellt 1983[12][13]
- Völkerfreundschaft und Friedenswillen (1959 aufgestellt), Köthen[14]
- Taubenbrunnen (1960, aufgestellt 1970), Halle-Neustadt[15]
- Turnender Vater mit Sohn, Porphyr-Plastik, Aschersleben (1963)
- Turnende Kinder, Halle-Neustadt[16]
- Erstes Rendezvous, Bronze, Weißenfels, 1969[17]
- Akrobatengruppe, Dessau-Roßlau, 1971[18]
- Die Sitzende auf der Hürde, Merseburg, 1981[19]
- Turnende Kinder, Dessau-Roßlau, 1983 (Signatur und Inschrift im Sockel)
- Vater und Sohn, 1964, Betonguss, Halle-Neustadt[20]

### Weitere Werke
- Studentin im Landeinsatz (Statuette, Bronze)[21]
- Porträt eines Traktoristen (Porträt-Büste, Gips, getönt, 1958; ausgestellt auf der Vierten Deutschen Kunstausstellung)
- Braumeister (Statuette, Bronze, 1969; ausgestellt auf der VII. Kunstausstellung der DDR)[22]

## Ausstellungen (Auswahl)
- 1957: Staatliche Galerie Moritzburg, Halle
- 1958/59, 1962/63 und 1972/73: Dresden, Vierte und Fünfte Deutsche Kunstausstellung und VII. Kunstausstellung der DDR
- 1961: Berlin, Akademie der Künste („Junge Künstler in der DAK“)
- 1969 und 1979: Halle/Saale, Bezirkskunstausstellungen
- 1973: Dessau, Schloss Mosigkau („10. Sommerausstellung. Bildhauer des Bezirks Halle“)
- 1983: Leipzig, Messehaus am Markt („Kunst und Sport“)